# دانشگاه جیائو تونگ شانگهای
دانشگاه جیائو تنگ شانگهای (上海交通大学 در زبان چینی به‌طور محاوره‌ای جیائو دا (交大) شناخته می‌شود) یک دانشگاه تحقیقاتی دولتی واقع در شانگهای چین است. این دانشگاه در سال ۱۸۹۶ به فرمان امپراتور گوانگژو تأسیس شد و به عنوان یکی از قدیمی‌ترین و معتبرترین و گزینشی‌ترین دانشگاه‌های چین شناخته می‌شود. از دهه ۱۹۳۰ تا کنون از این دانشگاه به عنوان «MIT شرق» یاد شده‌است و جز ۵۰ دانشگاه برتر دنیا نیز می باشد. این دانشگاه عضو اتحادیهٔ سی ۹ و اتحادیه دانشگاه‌های دلتای یانگ تسه است.
این دانشگاه همچنین رتبه‌بندی آموزشی دانشگاه‌های جهان SJTU را منتشر می‌کند.

## نام
کلمه"جیائوتنگ (交通)" به معنی حمل و نقل، ارتباطات و مخابرات است. این کلمه نشان دهنده ریشه دانشگاه است که توسط وزارت پست و ارتباطات چین در پایان سلسله چینگ پایه‌گذاری شده‌است.

## تاریخچه
در سال ۱۸۹۶ مدرسه عمومی نانیانگ (南洋公學) توسط امپراطور گوانگشو پایه گذاری شد که تحت نظارت اداره تجارت و تلگراف دولت چینگ بود.
شنگ شوانخوای که ایده پایه گذاری مدرسه را به امپراطور گوانگشو داد به عنوان مدیر و موسس دانشگاه انتخاب شده بود. 

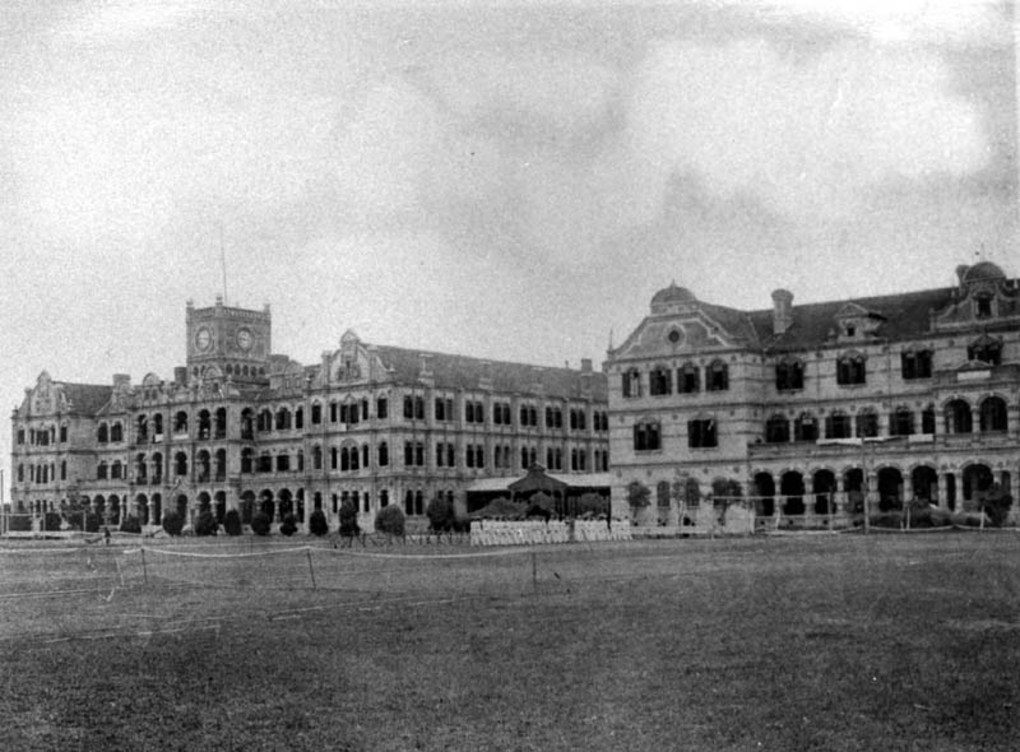
مدرسه عمومی نانیانگ در سال ۱۸۹۶

در سال ۱۹۰۶ مدرسه، زیر نظر وزارت پست و تلگراف قرار گرفت و نام آن به کالج صنعتی وزارت پست و تلگراف شانگهای تغییر یافت. هنگامی که جمهوری چین پایه گذاری شد، دانشگاه تحت نظارت وزارت مخابرات قرار گرفت و نام دانشگاه یک بار دیگر به موسسه دولتی صنعتی وزارت مخابرات تغییر کرد.
در سال ۱۹۱۸ جمهوری چین دانشکده مدیریت را تاسیس کرد و با ساخت دو دانشکده دیگر نام دانشگاه به کالج نانیانگ چیائوتونگ تغییر کرد. 
در دهه ۱۹۳۰ دانشگاه شهرا جهانی یافت و در سال ۱۹۳۸ به عنوان "MIT شرق" شناخته شد و نام آن به دانشگاه چیائوتونگ ملی تغییر کرد.
بعد از جنگ تمدن چین، جمهوری خلق چین پایه گذاری شد و نام دانشگاه کلمه "ملی" را از دست داد و به دانشگاه چیائوتونگ تغییر نام داد تا نشان دهنده عمومی بودن همه چیز در جمهوری خلق چین باشد.
در دهه ۱۹۵۰ طرز نوشتار پین یین در چین توسعه یافت و طرز نوشتار دانشگاه به صورت پین یین به جیائوتونگ (Jiao Tong) تبدیل شد.
دانشگاه دوم پزشکی شانگهای، در سال ۲۰۰۵ با دانشگاه جیائوتونگ شانگهای ادغام شد. در دوران سیاست های تغییرات در چین، دانشگاه دچار تغییرات بنیادین شد و این تغییرات باعث به وجود آمدن ۵ پردیس با مساحت ۳۲۲۵۸۳۳ متر مربع شد.
این دانشگاه همچنین از سال ۲۰۰۸ رتبه‌بندی آموزشی دانشگاه‌های جهان SJTU را منتشر می‌کند.

### لوگو
لوگوی دانشگاه جیائوتنگ شانگهای از سندان، چکش، زنجیر و چند کتاب تشکیل شده است. در مرکز لوگو یک سندان قرار دارد که یک چکش در کنار آن قرار دارد. بر روی سندان چهار کتاب قدیمی به صورت افقی و سه کتاب مدرن به صورت عمودی قرار دارد. بر روی سندان با ارقام عربی، عدد ۱۸۹۶ نوشته شده که نمایانگر سال تاسیس دانشگاه است
|                                 |                           |                           |                           |
| لوگوی دانشگاه در سال ۱۹۱۲       | لوگوی دانشگاه در سال ۱۹۲۶ | لوگوی دانشگاه در سال ۱۹۳۴ | لوگوی دانشگاه در سال ۱۹۴۰ |
| موسسه دولتی صنعتی وزارت مخابرات | دانشگاه نانیانگ           | دانشگاه چیائوتونگ         | دانشگاه چیائوتونگ         |

## افراد، استادان و کارکنان
دانشگاه جیائوتنگ شانگهای شامل ۳۱ دانشکده و ۱۱ آزمایشگاه اصلی است. این دانشگاه دارای ۶۳ رشته کارشناسی، ۲۵۰ رشته کارشناسی ارشد و ۲۰۳ رشته دکتری است.
تعداد دانشجویان دانشگاه بالغ بر ۴۰۷۱۱ نفر می‌باشد که از این تعداد ۲۷۲۲ نفر دانشجوی بین‌المللی می‌باشند.
دانشگاه داری بیش از ۱۹۰۰ پروفسور می‌باشد که ۲۲ نفر از آن‌ها عضو آکادمی علوم چین و ۲۴ از آن‌ها عضو آکادمی مهندسی چین هستند.

## رتبه‌بندی دانشگاه
این دانشگاه در نشریهٔ آموزش عالی (تایمز) - مؤسسهٔ رتبه‌بندی دانشگاه‌ها QS در سال 2022 رتبه 46 جهان، در رتبه‌بندی آموزشی دانشگاه‌های جهان SJTU، رتبه 59 جهان را دارا می‌باشد. بر اساس رتبه بندی USNEWS نیز شانگهای جیائوتنگ جز 10 دانشگاه برتر جهان در زمینه مهندسی می باشد.

## پردیس های دانشگاه

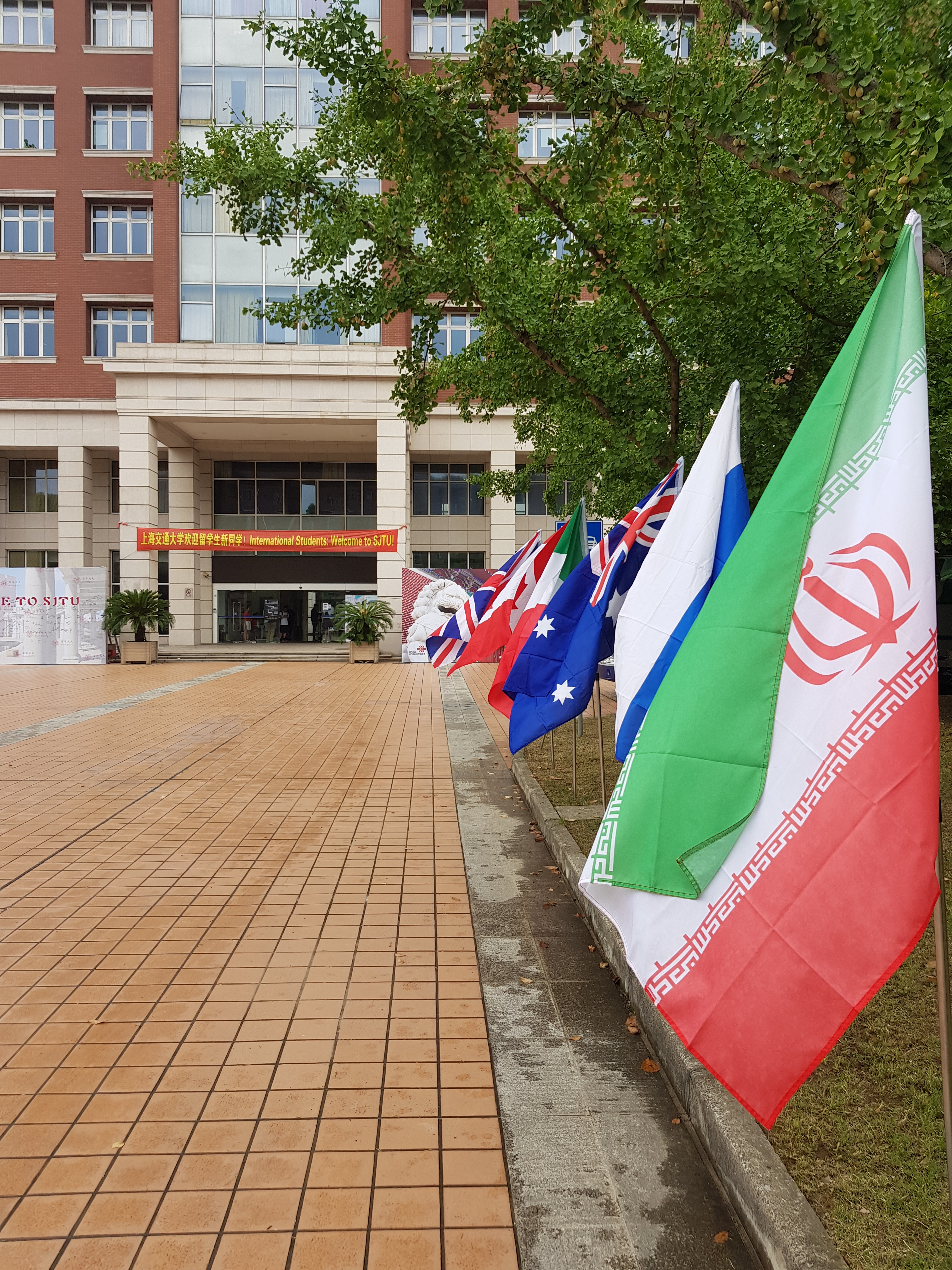
ساختمان مدیریت دانشگاه جیائوتنگ شانگهای در پردیس مینهانگ

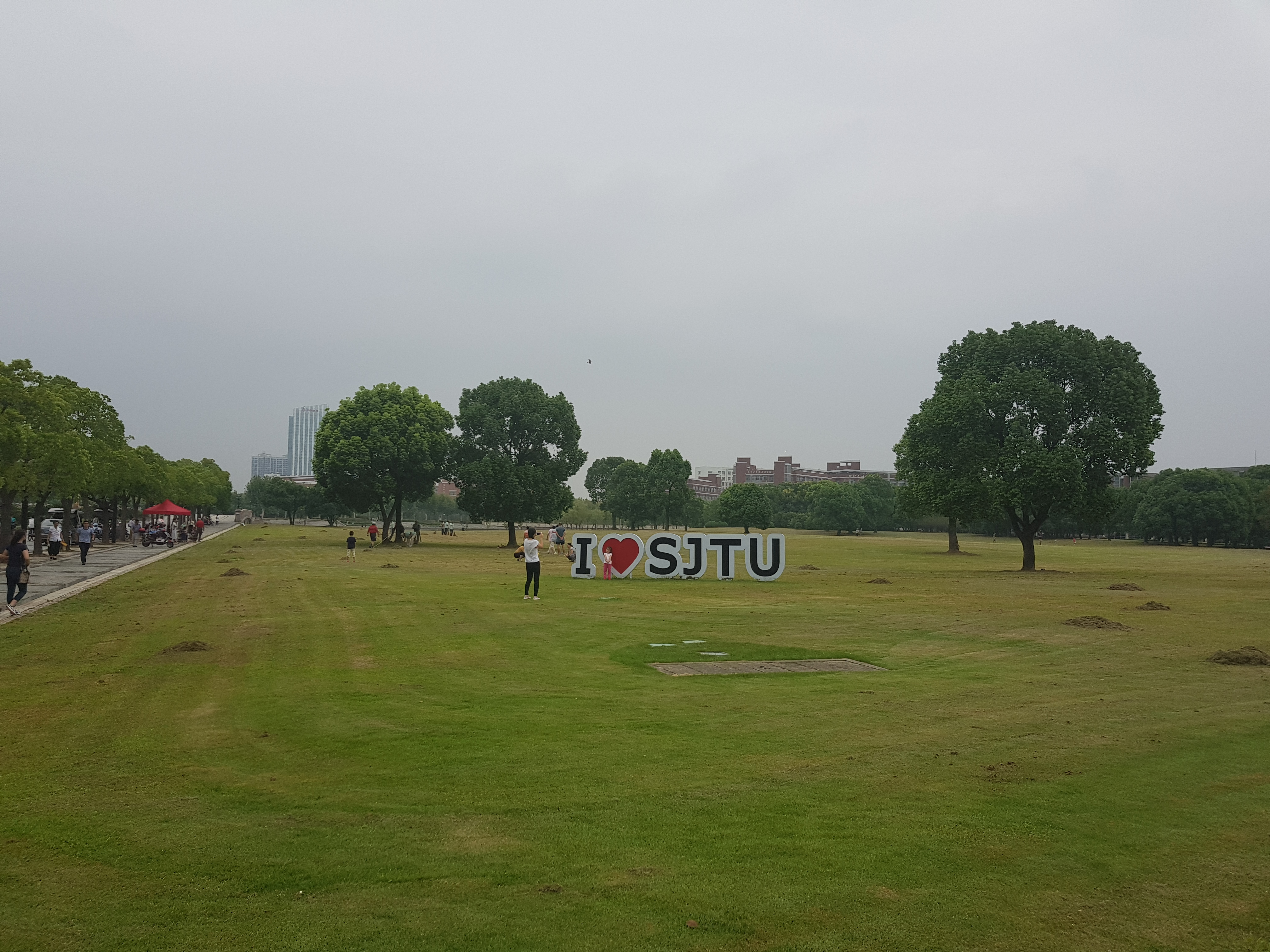
پردیس مینهانگ دانشگاه جیائوتنگ شانگهای

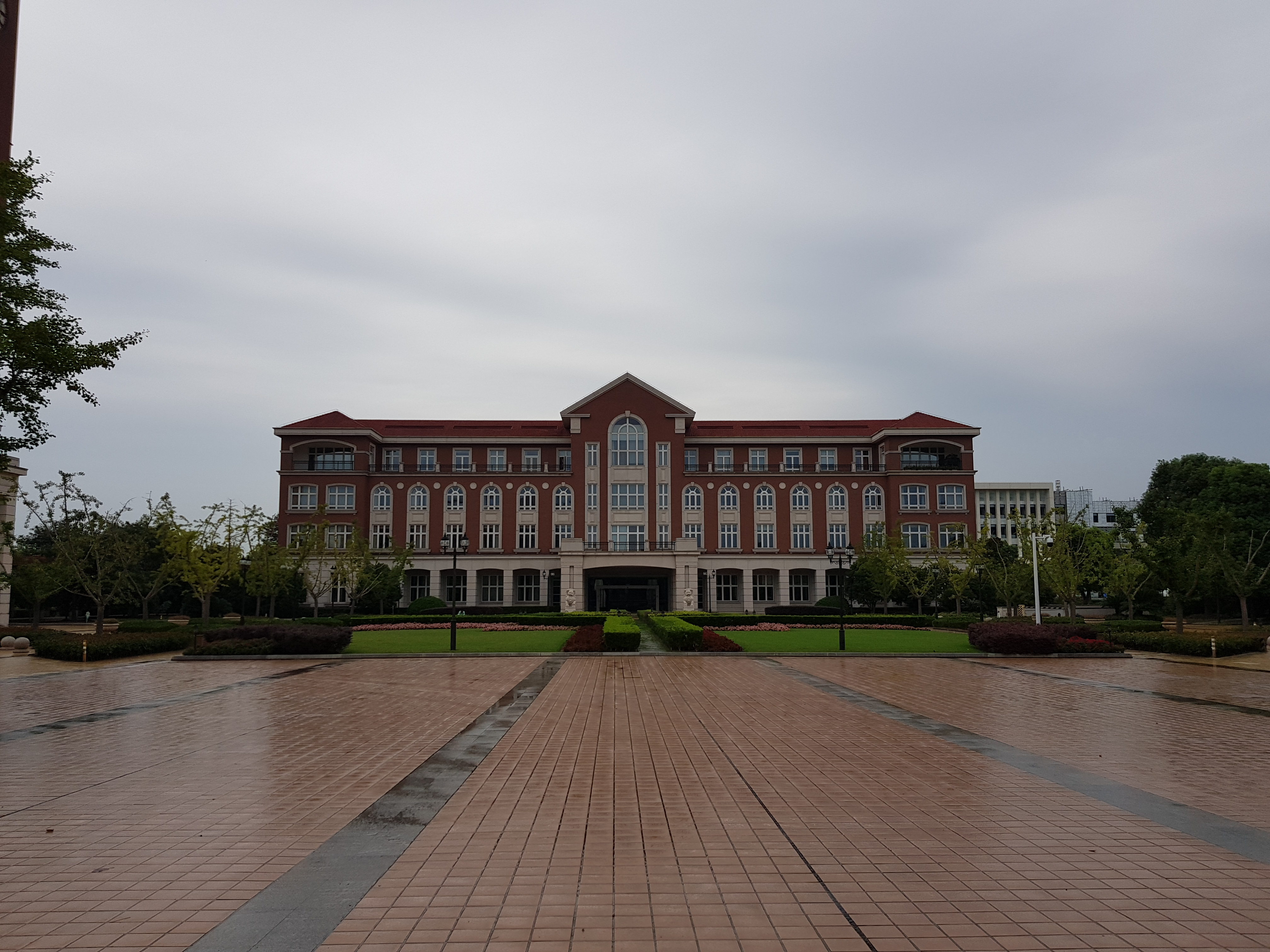
پردیس مینهانگ دانشگاه جیائوتنگ شانگهای

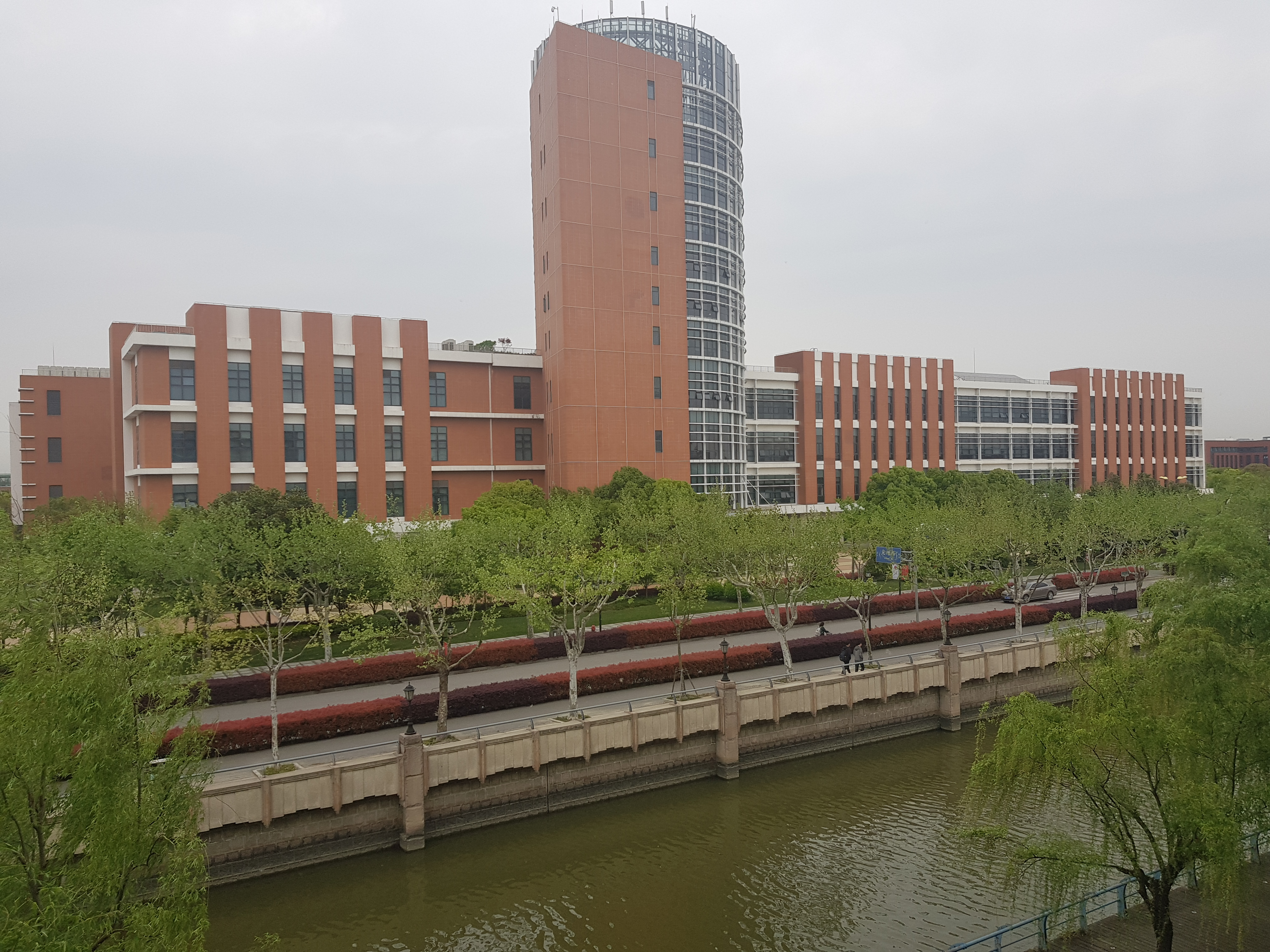
کتابخانه اصلی دانشگاه جیائوتنگ شانگهای

### پردیس شوخوئی (徐汇校园)
پردیس اصلی سابق دانشگاه، در شوجیاخوئی در منطقه شوخوئی شانگهای واقع شده‌است.
بیشتر ساختمان‌های این پردیس تأثیر گرفته از معماری آمریکایی است در حالی که سردر اصلی دانشگاه بازتاب دهنده معماری چینی است.
دانشکده تحصیلات خارجی دانشگاه در این پردیس واقع شده‌است، که تعداد زیادی از دانشجویان بین‌المللی را در طول یک سال تحصیلی پذیرا می‌باشد. این پردیس دارای دانشکده‌های علمی متنوعی می‌باشد گرچه تعدادی از آن‌ها در سال ۱۹۸۷ به کمپ جدید منتقل شده‌است.

### پردیس مینهانگ (闵行校园)
پردیس مینهانگ به عنوان پردیس اصلی دانشگاه در منطقه مینهنگ شانگهای واقع شده‌است. این پردیس جدید که در سال ۱۹۸۷ ساخته شده‌است دارای مساحت ۲۸۲۲۹۰۳ مترمربع می‌باشد. در حال حاضر بیشتر ساختمان‌های مدیریت و دانشکده‌ها در این پردیس واقع شده‌است. این پردیس دارای سه کتابخانه و هفت سالن غذاخوری می‌باشد.

### پردیس خیابان چونگ چینگ جنوبی
این پردیس در منطقه لووان شانگهای واقع شده‌است و در گذشته پردیسی از دانشگاه دوم پزشکی شانگهای بوده‌است.

### پردیس چی بائو (七宝校园)
دانشکده کشاورزی در سال ۱۹۹۹ در این پردیس به دانشگاه جیائوتونگ شانگهای اضافه شده‌است. این پردیس در خیابان چی شین واقع شده‌است.

### پردیس خیابان شانگ ژونگ
در سال ۲۰۰۶ این پردیس به دبیرستان شانگهای فروخته شد.

### پردیس لین گانگ
این پردیس در خیابان ین لیان واقع شده‌است.

## استادان برجسته
- گیلعاد زاکرمن
- جیانگ زمین